# Асахи симбун
«Асахи симбун» (яп. 朝日新聞, あさひしんぶん, букв.  газета «Утреннее солнце»; ромадзи: Asahi Shimbun) — ежедневная общенациональная японская газета. Одна из трёх крупнейших газет страны.

## История
Газета начала выпускаться 25 января 1879 года в Осаке, состояла из четырёх иллюстрированных страниц и стоила 1 сэн (1/100 иены), а её штат составлял 20 человек. Из них основателями считались Нобору Кимура (владелец), Рёхэй Мураяма (президент и издатель) и Тэй Цуда (главный редактор).
В 1966 году ежедневный тираж газеты составлял 4,7 млн экземпляров.

## Настоящее время
Является общенациональным изданием, финансируется концерном «Мицуи». Тираж: 6 млн экз. — утром, и 4 млн экз. — вечером. Утренние номера выходят в 14 вариантах (до 14:00), 4 вида на каждый остров страны. Широкоформатная газета, 66 % тиража распространяется по подписке. У газеты 226 местных бюро, 1 генеральное бюро, 61 региональное представительство, и она пользуется услугами 14-ти информационных агентств.
С 1881 года газету контролируют семьи Мураяма и Уэно.
У газеты есть 2 англоязычных проекта. Один из вариантов — «Асахи ивнинг ньюс» («Asahi Evening News») — половина газеты на английском, половина на японском. Характеризуется хроникальным изложением материала.
У газеты есть свой фонд, который вручает ежегодную премию. У газеты ярко выраженные либеральные взгляды. Аудитория: интеллектуалы и молодежь. «Spokai Asahi» — еженедельник развлекательной информации.
По воскресеньям выходит приложение «New York Times Weekly Review», аналитический еженедельник «AERA». Издания являются широкоформатными. Реклама в них занимает 55—60 % площади.
С 2004 г. газета, совместно с «Майнити симбун», спонсирует старейший титульный турнир по сёги — мэйдзин. Обе эти газеты ведут колонки по сёги. Сумма контракта составляет 360 млн. иен (около $4 млн.) в год.